# 聖何塞 (拉巴斯省)
聖何塞（西班牙語：San José），是洪都拉斯的城鎮，位於該國西南部，由拉巴斯省負責管轄，始建於1869年，面積63.7平方公里，海拔高度1,392米，2001年人口7,242，人口密度每平方公里113.69人。
14°15′0″N 87°57′0″W / 14.25000°N 87.95000°W